# Julio Iglesias Rouget
Julio José Iglesias Rouget, deportivamente conocido como Julio Iglesias o Rouget (Avilés, Asturias, España, 26 de septiembre de 1972) es un exfutbolista español que jugaba en la demarcación de portero. Actualmente desempeña las labores de entrenador de porteros en Sporting Cristal.

## Clubes

### Jugador
| Club                   | País   | Año       |
| ---------------------- | ------ | --------- |
| FC Barcelona B         | España | 1990-1991 |
| Real Avilés Industrial | España | 1991-1992 |
| FC Barcelona B         | España | 1992-1995 |
| UD Almería             | España | 1995-1996 |
| CD Leganés             | España | 1996-1997 |
| Albacete Balompié      | España | 1997-2000 |
| CD Tenerife            | España | 2000-2002 |
| Real Valladolid CF     | España | 2002-2003 |
| Algeciras CF           | España | 2003-2004 |
| Xerez CD               | España | 2004-2007 |
| Córdoba CF             | España | 2007-2008 |
| CF Atlético Ciudad     | España | 2008-2009 |

### Entrenador de porteros
| Club         | País   | Año           |
| ------------ | ------ | ------------- |
| UD Salamanca | España | 2010-2011     |
| UD Salamanca | España | 2012-presente |

### Entrenador
| Club                          | País   | Año           |
| ----------------------------- | ------ | ------------- |
| UD Salamanca (2.º entrenador) | España | 2012-presente |